# Akhil Terai Mukti Morcha
El Akhil Terai Mukti Morcha (del nepalí: अखिल तराई मुक्ति मोर्चा, acortado como ATMM) fue una guerrilla nepalesa que tiene como objetivo luchar por la igualdad de derechos, dignidad e identidad de los pueblos Madhesis, Tharus, los musulmanes y los grupos Janjati en el territorio del Terai, además de buscar mayor autonomía para la Provincia de Madhesh.
El grupo usualmente cometía atentados con explosivos ya sea contra objetivos gubernamentales o empresas localizadas en la provincia y sus alrededores.

## Historia
Cerca de unos meses de haber concluido el conflicto que sacudió Nepal, las tensiones aumentaron región sur del país, en especial en la provincia de Madhesh, debido a una serie de atentados azotaron la zona. La atención puesta en los maoístas en el proceso de paz llevó al abandono de otros pueblos y regiones de Nepal, como la región de Terai y el pueblo madhesi que lo habita. Históricamente este grupo ha sido abandonado y relegado a segundo plano, lo que a ocasionado que recurran a la violencia para hacerse escuchar.
A diferencia de otros actores armados durante la guerra civil, el Akhil Terai Mukti Morcha accedió a tener acercamiento con el gobierno nepalés en 2008, llegando a un cese al fuego el 7 de mayo de 2010. A pesar de este primer acercamiento, otras facciones del ATMM se han desmovilizado en los años siguientes.

### Actividad armada
- 24 de mayo de 2008: Una bomba detono en un molino de arroz, matando a un niño, e hiriendo a un civil y dañando el molino, esto en el poblado de Kalyanpur, Distrito de Siraha, Zona de Sagarmatha. El Akhil Terai Mukti Morcha (ATMM) se atribuyó el atentado más tarde.[9]
- 12 de enero de 2009: Miembros de Akhil Terai Mukti Morcha (ATMM), anteriormente conocida como la facción Goit del Janatantrik Terai Mukti Morcha (JTMM-G), mataron a tiros a Rajkumar Kamati, expresidente del Comité de Desarrollo de la Aldea (VDC) de la villa Sirauwa Pachuware en el Distrito de Siraha. Kamati fue acusada de ser espía y ayudar a la policía a establecer una comisaría en el VDC. Los cuadros de ATMM habían disparado cuatro balas contra Kamati ayer por la noche en su residencia. Biplov, responsable del distrito de la ATMM, se atribuyó el asesinato.[10][11][12]
- 7 de febrero de 2010: Un explosivo casero que fue arrojado por un militante dejó a dos comerciantes resultaron heridos, esto en la ciudad submetropolitana de Birgunj, distrito de Parsa, Provincia de Madhesh. Los heridos fueron trasladados al Hospital Subregional Narayani en Birgunj para recibir tratamiento, siendo el ATMM el responsable del ataque.[13]
- 8 de febrero de 2010: detonaron una bomba en la residencia de un comerciante, hiriendo a dos de sus hijos, esto en Saptari, Zona de Sagarmatha. Los heridos fueron trasladados al puesto de salud secundario de Bhardaha para recibir tratamiento. El comandante del grupo en Saptari, Bishwagit, se atribuyó la responsabilidad por teléfono y afirmó que Shah los había espiado. Bishwagit amenazó además con emprender acciones físicas contra Shah si no "enmendaba sus costumbres".[14]
- 14 de julio de 2010: Un miliciano del ATMM contra los trabajadores de la fábrica de cemento de Swathi, distrito de Parisi, Provincia de Lumbini. El ataque no dejó víctimas, afirmando que el ataque se llevó a cabo porque el jefe de la fábrica y el personal estaban espiando contra ellos. Aunque autoridades sospechan que el ataque se llevó a cabo porque la fábrica no pagó la extorsión exigida por el grupo.[15]
- 8 de febrero de 2011; Miembros del ATMM mataron a tiros a un subinspector adjunto de la policía, identificado como Sikendra Prsad Yadav, mientras regresaba a su casa en Majhariya, distrito de Bara, Provincia de Madhesh. Más tarde el ATMM se adjudicó el asesinato en una llamada telefónica.[16]
- 22 de febrero de 2011: Es asesinado a tiros a un oficial subalterno de la Oficina de Impuestos de Tierras del distrito, identificado como Madhav Thapa, esto en Kalaiya, distrito de Bara.[17]
- 7 de julio de 2012: Un explosivo detonó en el Hotel Godhuli, en la ciudad de Lahan, Distrito de Siraha. El explosivo fue desactivado al día siguiente, y meses después tres sospechosos fueron arrestados en conexión al ataque y otro realizando en un hotel en agosto.[18][19]
- 31 de julio de 2012: Dos artefactos explosivos fueron descubiertos y desactivados ecerca de la oficina de Control de Desastres Transmitidos por el Agua en la ciudad de Janakpur, Zona de Janakpur. El Akhil Terai Mukti Morcha (ATMM) se adjudicó el ataque.[20]
- 9 de agosto de 2012: Un explosivo detonó en el hotel Khadka en Siraha, Distrito de Siraha. La explosión causó daños materiales, sin dejar heridos.[21]
- 1 de abril de 2013: Un explosivo detonó cerca de la Oficina de Desarrollo del Distrito (DDO) en la ciudad de Janakpur, ocasionando daños leves.[22]
- 13 de septiembre de 2013: Un dispositivo explosivo detonó en la Oficina de Encuestas del Distrito en la ciudad de Malangwa, distrito de Sarlahi, hiriendo más de 20 civiles.[23]
- 26 de octubre de 2015: Fuerzas de seguridad descubrieron y desactivaron un artefacto explosivo colocado en la residencia de Surendra Yadav, miembro del Congreso Nepalí, en el municipio de Rajbiraj, Provincia de Madhesh,adjudicandose una célula del ATMM el incidente.[24][25]
- 4 de enero de 2016: Dos motociclistas mataron a tiros a un oficial de policía en Bhaudaha Chowk, Distrito de Saptari, clamando una célula del ATMM el incidente.[26][27]
- 12 de mayo de 2017: artefacto explosivo detonó en una oficina de inspección del Ministerio de Reforma y Gestión Agraria de Nepal en Rajbiraj, Madhesh, ocasionando daños materiales y afirmó que la oficina fue atacada como una advertencia contra la corrupción.[28][29]